# Cinq Soirées
Pour plus de détails, voir Fiche technique et Distribution.
Cinq Soirées (Пять вечеров, Piats Vetcherov) est un film russe réalisé par Nikita Mikhalkov, sorti en 1979.

## Synopsis
Le film, qui est situé en 1958, est scindé en cinq parties séparées par un carton d'annonce.
Iline est revenu à Moscou, qu'il a quitté en 1941. Il s'installe chez Zaïa, une amie. Un soir, il vient rendre visite à Tamara Vassilieva, l'amie d'une époque lointaine qu'il n'a pas revue depuis dix-huit ans ! Tamara n'est toujours pas mariée et mène une vie rangée, consacrée à ses activités professionnelles et à l'éducation de son neveu Slava. Le contact, après ces longues années de silence, est plutôt froid. Iline se prétend ingénieur en chef alors qu'il n'est que camionneur. Tamara se déclare heureuse de sa vie et lui offre de rester pendant la durée de son séjour. Iline accepte et se lie d'amitié avec Slava et son amie, Katia. 
Le troisième soir, il avoue à Tamara son désir de tout abandonner pour revivre avec elle; mais, ne voulant pas évoquer la vérité sur sa situation, il quitte la maison et part se réfugier chez Timofeev, un vieil ami d'avant-guerre, également professeur de Slava.
Le lendemain, Tamara, rendant visite à Timofeev, apprend le secret de Iline de la bouche même du professeur. Elle lui confie sa solitude et son angoisse. Après le départ de Tamara, Iline qui a tout entendu de la conversation, quitte Timofeev. Déboussolé, il raconte tout à Zaïa lors de la cinquième soirée de son séjour. Zaïa, qui l'aime, essaie de lui redonner courage et force; en vain, Iline, malgré l'intervention énergique de Slava et de Katia, est décidé à quitter Moscou sans avoir revu Tamara. Chez Tamara, une sonnette retentit; déception... c'est Timofeev qui apporte le cadeau d'adieu d'Iline. Cependant, peu après, la sonnette se fait à nouveau entendre...

## Fiche technique
- Titre : Cinq Soirées
- Titre original : Пять вечеров
- Réalisation : Nikita Mikhalkov
- Scénario : Aleksandr Adabashyan et Nikita Mikhalkov, d'après la pièce du même nom d'Alexandre Volodine[2].
- Musique : Iouly Kim
- Pays d'origine : Russie
- Format : noir et blanc (sépia) puis couleur pour les derniers plans - 1,37:1 - Mono - 35 mm
- Genre : Drame, romance
- Durée : 103 minutes
- Dates de sortie :
  -  France : 16 mai 1979 (Festival de Cannes 1979)
  -  Union soviétique : 4 juin 1979

## Distribution
- Lioudmila Gourtchenko : Tamara Vasilyevna
- Stanislav Lyubshin : Aleksandr Petrovich Ilijn
- Valentina Telitchkina : Zoya
- Larisa Kuznetsova : Katya
- Igor Nefyodov : Slava
- Aleksandr Adabashyan : Timofeyev

## Distinction

### Sélection
- Festival de Cannes 1979 : sélection à la Quinzaine des réalisateurs